# Дейтон, Хелена
Хелена Дейтон (англ. Helena Dayton, полное имя Helena Smith Dayton; 1879—1960) — американская художница и скульптор, также журналистка и писательница.

## Биография
Родилась в 1879 году (по другим данным в 1883 году).
Начала лепить скульптуры из художественной глины около 1914 года, когда жил в Нью-Йорке в Гринвич-Виллидже, работая одновременно писателем. Её «гротескные» фигурки украшали обложки журналов и сопровождали её же юмористические рассказы в таких журналах, как Puck и Cartoons Magazine. Она продавала свои лепные работы-статуэтки, в среднем 7 1/2 дюймов в высоту, по 75 центов.
Она начала экспериментировать в области анимации с «глиняными мультфильмами» в 1916 году. Она создала 16 поз для своих скульптурных фигурок на каждый фут пленки, при этом до 30 фигурок движутся в сцене. Хелене Дейтон удавалось анимировать около 100 футов фильма в день и выпускать один фильм в месяц. Первый документально подтвержденный публичный показ некоторых из её анимационных короткометражек состоялся 25 марта 1917 года в театре Strand Theater в Нью-Йорке. Позже в этом же году она выпустила свою адаптацию романа Уильяма Шекспира «Ромео и Джульетта». Её занятие «скульптурной анимацией» приносило хороший доход. Хотя пресса в то время широко и подробно освещала её работу, неясно, производила ли Дейтон какие-либо фильмы после 1917 года. Возможно это было связано с окончанием Первой мировой войны, так как она работала за границей — в Париже управляла столовой волонтёров YMCA.
Работая директором столовой YMCA, она одновременно создала скульптурные фигуры, изображающие сцены во Франции, которые были представлены на выставке Общества иллюстраторов (была его членом) в 1922 году в Нью-Йорке. Позже Хелена занялась живописью, выставляла свои картины в 1943 году в галерее Montross Gallery.
Также Хелена работала репортёром в Хартфорде, штат Коннектикут. Позже она занялась драматургией, часто сотрудничала с Луизой Барратт (Louise Bascom Barratt) — вместе с ней в 1926 году написала пьесу «Sweet Buy and Buy», которая была исполнена на сцене в 1927 году и опубликована в виде книги. Также совместно с Барратт она написала «Hot Water», премьера которой состоялась в 1929 году в одном из нью-йоркских театров с Люсиль Ла Верн в главной роли. В 1931 году пьеса «Casanova’s Son», также написанная в соавторстве с Луизой Барраттом, дебютировала в Нью-Йорке.
Хелена Дейтон была замужем за Фредом Эрвингом Дейтоном, писателем и издателем.
Умерла 22 февраля 1960 года и была похоронена в Хартфорде на кладбище Сидар-Хилл, рядом со своим мужем.